# Цыбульские Герба Правдзиц
Цыбульские дома Правдзиц — польский дворянский род с гербом Правдзицей, получивший свою фамилию от Цыбулина в Вышогрудской земле (ныне в Плоцком повяте Мазовецкого воеводства), известного с XV века 

Герб дома Правдзиц

Дом быстро рос, и в результате отдельные его ветви укоренились в других частях Речи Посполитой, в том числе и в Великом княжестве Литовском. Несмотря на свою многочисленность, представители этого рода занимали многочисленные земельные должности и принимали активное участие в политической жизни страны. Мацей Цыбульский (ум. 1593), занимавший пост кастеляна Вышогрудского с 1578 года, даже достиг сенаторского достоинства. Варфоломей и Томаш Цыбульские с Варшавской землей, Кшиштоф Цыбульский с Сандомирским воеводством и Станислав Цыбульский с Равской землей подписали избрание Михала Корибута Вишневецкого королём Польши в 1669 году. Анджей Цыбульский и Гостынская земля подписали избрание Яна III Собеского королём Польши в 1674 года. В свою очередь, Варфоломей и Томаш Цыбульские с Варшавской землей и Ян Цибульский с Сандомирским воеводством подписали выборы 1697 года, т. е. избрание Августа II Сильного королём Польши.
После разделов Речи Посполитой род Цыбульских идентифицировал себя как старопольскую шляхту как в Царстве Польском, так и в Виленской и Ковенской губерниях российского раздела, а также в Галиции. Однако сложность реконструкции генеалогии этой семьи обусловлена, среди прочего, из того факта, что, кроме вышеупомянутых Цыбульских, существовал также род Цыбульских герба Лада, который получил свою фамилию от Цыбулице в Сохачевской земле (ныне в Новодвурском повяте Мазовецкого воеводства). В своем монументальном гербе Адам Бонецкий включил представителей обеих семей в один общий девиз.